# クック海峡
クック海峡（クックかいきょう、英：Cook Strait）は、ニュージーランドの国土を形成する北島と南島の二つの島の間に位置する海峡である。タスマン海と南太平洋をつないでおり、北島側は首都ウェリントンが面している。最も狭い部分での幅は23キロメートルで、天気が良い日は対岸を見通せる。

## 概要

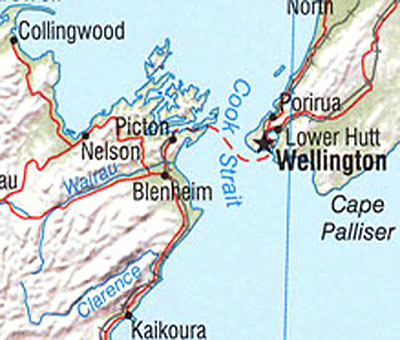
拡大図

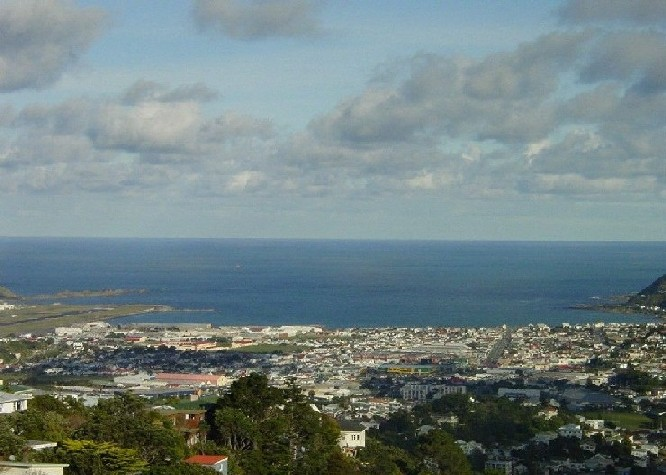
クック海峡の遠景

ヨーロッパ人でこの付近を最初に通過したのはアベル・タスマン（1642年）であるが、彼はこの海峡が湾であると誤認し、海峡とは気づかなかった。海峡であることを最初に発見したのはその後に通過したジェームズ・クック（1769年）であり、クック海峡の名は彼にちなんで名付けられた。
この海峡はかつては開拓者時代から続いた捕鯨の一大拠点であり、1970年代まで捕鯨は続けられた。その結果、この海峡を回遊するクジラの数は大幅に激減した。しかし現在は、少々の回復が見られるザトウクジラの目視個体数調査が毎年、国の環境保全省(DOC)と、かつての捕鯨者たちによって行われている。